# Силовик
Силовик (рус. силови́к) је израз којим се у савременој Русији описује истакнути политичар или државни функционар који је остварио каријеру у војсци, полицији или сигурносним службама, а у ширем смислу и за њихове еквиваленте у другим државама. Термин вуче порекло од службеног израза "структуре силе" (рус. силовые структуры), који се у Русији користи за полицију, војску и сигурносне службе.
Иако се израз користио у Русији од самих почетака постсовјетске ере, односно под владавином Бориса Јељцина где су личности повезане са бившом совјетском тајном службом КГБ играле значајну улогу у његовој власти, постао је посебно актуалан након доласка Владимира Путина на власт. Њега често описују као водећег силовика, а сам израз силовици описује неформалну групу високих функционара која осим његове обавештајне прошлости дели и његове политичке ставове. Силовици се често сматрају својеврсном неслужбеном фракцијом у врховима руске власти, која због инсистирања на контроли државе над економијом служи, како као противтежа олигарсима, било због своје националистичке политике, представља противтежу либералним политичарима. Честе су оптужбе да силовици, односно њихова мрежа унутар Кремља, представља својеврсни пандан дубоке државе у Турској..